# Georg Drah
Georg Drah (eigentlich Drahonicz, * 2. Dezember 1867 in Wien; † 3. Juni 1922 ebenda) war ein österreichischer Maler, Freskant und Aquarellist.
Drah studierte an der Kunstgewerbeschule Karlsruhe und an der Akademie der bildenden Künste Wien als Gaststudent bei Siegmund L’Allemand.
Georg Drah war in Wien als freischaffender Künstler tätig und beschäftigte sich hauptsächlich mit der Landschaftsmalerei, schuf auch Fresken. Er war seit 1896 Mitglied des Dürerbundes und nahm von 1914 bis 1921 an dessen Kunstausstellungen teil. Georg Drahs Werke befinden sich u. a. in den Sammlungen des Kunsthistorischen Museums sowie der Belvedere-Galerie.

## Werke

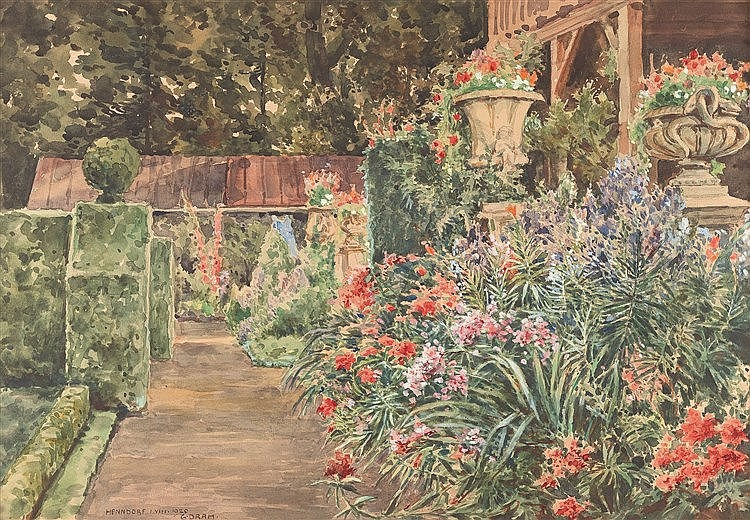
Sommerlicher Blumengarten
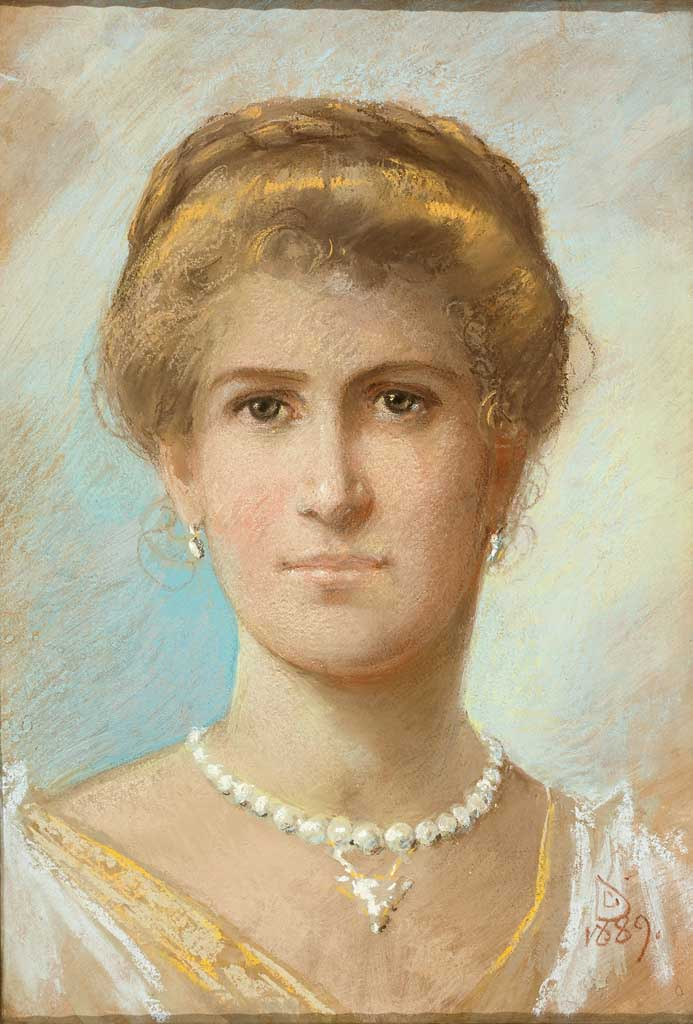
Bildnis Josephine Drah
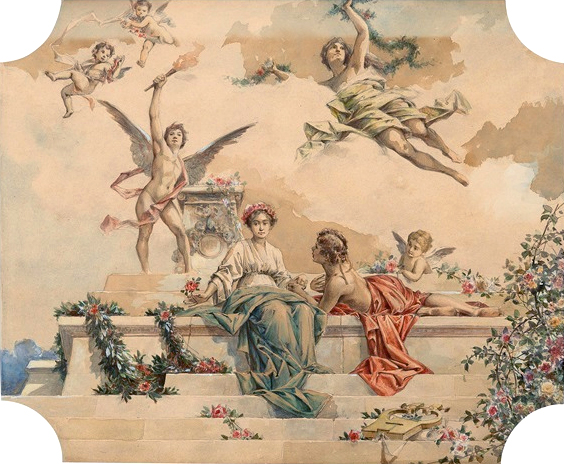
Allegorie der Liebe
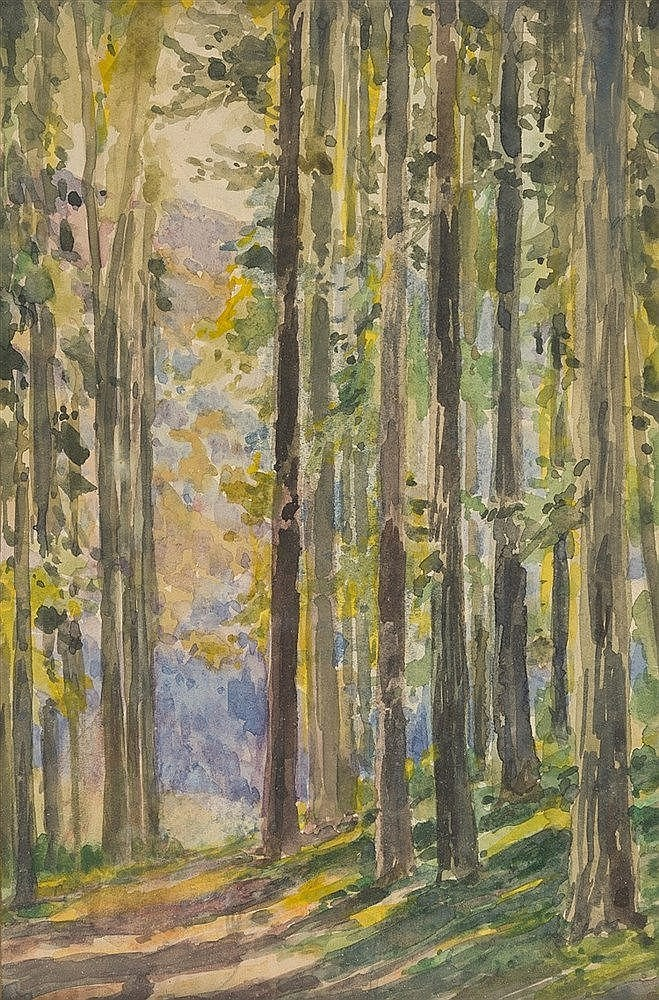
Waldstück
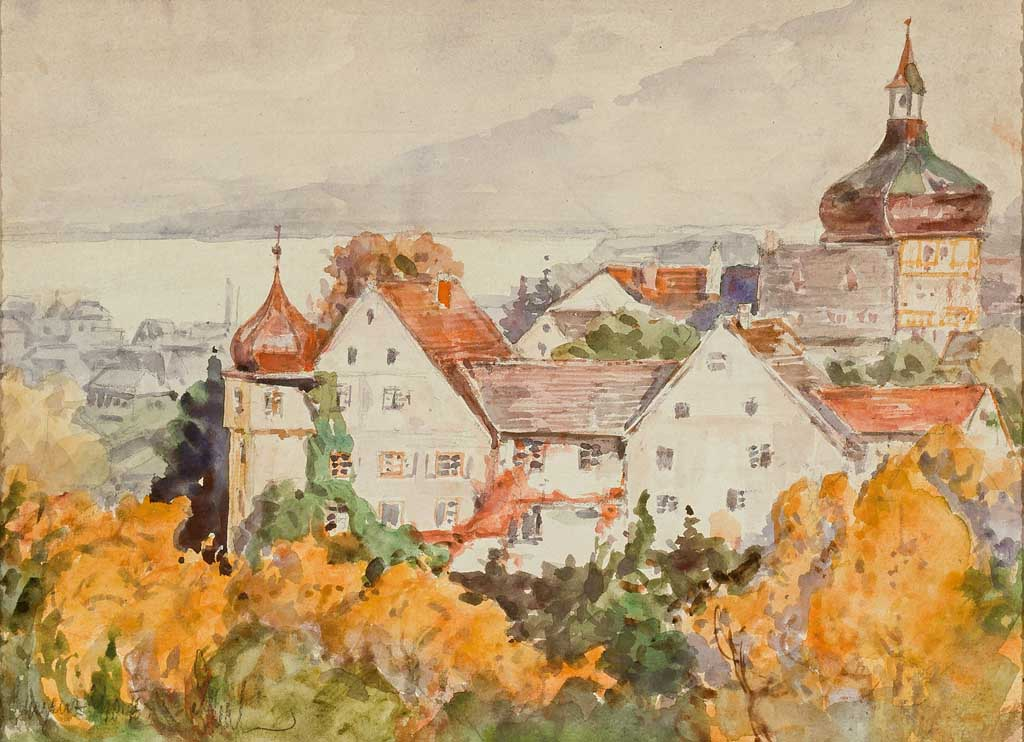
Bregenz